# Liga ACB MVP finali
Il Liga ACB MVP finali è il premio conferito dalla Liga ACB al miglior giocatore delle partite finali per il titolo.

## Vincitori

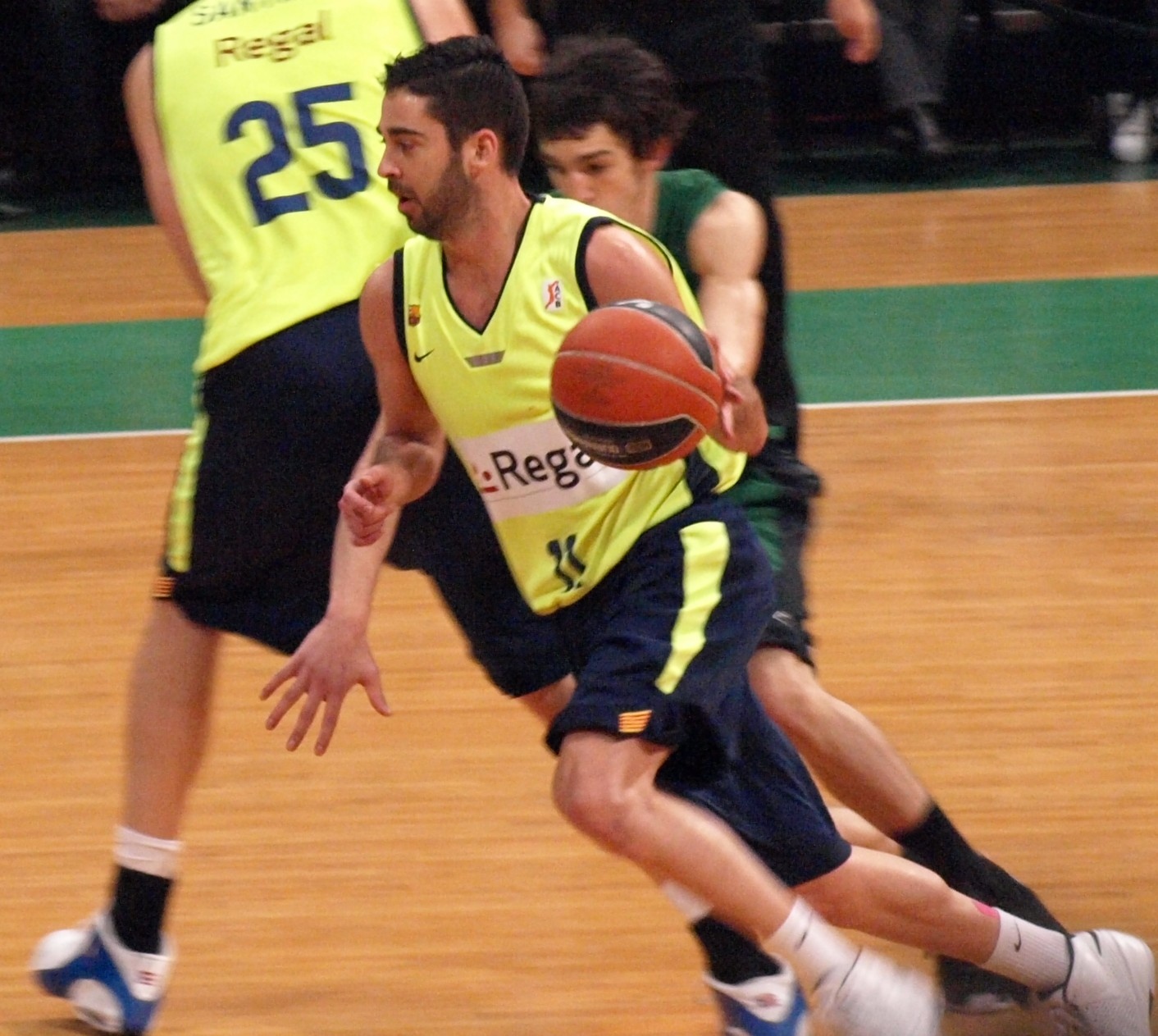
Juan Carlos Navarro tre volte vincitore del premio

| Stagione  | Nazionalità          | Giocatore               | Squadra                     |
| --------- | -------------------- | ----------------------- | --------------------------- |
| 1990-1991 | Stati Uniti          | Corny Thompson          | Montigalá Joventut          |
| 1991-1992 | Stati Uniti          | Mike Smith              | Montigalá Joventut          |
| 1992-1993 | Lituania             | Arvydas Sabonis         | Real Madrid Teka            |
| 1993-1994 | Lituania             | Arvydas Sabonis (2)     | Real Madrid Teka            |
| 1994-1995 | Stati Uniti          | Michael Ansley          | Unicaja                     |
| 1995-1996 | Spagna               | Xavi Fernández          | FC Barcelona Banca Catalana |
| 1996-1997 | Spagna               | Roberto Dueñas          | FC Barcelona Banca Catalana |
| 1997-1998 | Spagna               | Joan Creus              | TDK Manresa                 |
| 1998-1999 | Stati Uniti          | Derrick Alston          | FC Barcelona                |
| 1999-2000 | Spagna               | Alberto Angulo          | Real Madrid Teka            |
| 2000-2001 | Spagna               | Pau Gasol               | FC Barcelona                |
| 2001-2002 | Stati Uniti          | Elmer Bennett           | TAU Cerámica                |
| 2002-2003 | Lituania             | Šarūnas Jasikevičius    | FC Barcelona                |
| 2003-2004 | Serbia e Montenegro  | Dejan Bodiroga          | FC Barcelona                |
| 2004-2005 | Stati Uniti          | Louis Bullock           | Real Madrid                 |
| 2005-2006 | Spagna               | Jorge Garbajosa         | Unicaja                     |
| 2006-2007 | Spagna               | Felipe Reyes            | Real Madrid                 |
| 2007-2008 | Stati Uniti          | Pete Mickeal            | TAU Cerámica                |
| 2008-2009 | Spagna               | Juan Carlos Navarro     | Regal FC Barcelona          |
| 2009-2010 | Brasile              | Tiago Splitter          | Caja Laboral Baskonia       |
| 2010-2011 | Spagna               | Juan Carlos Navarro (2) | Regal FC Barcelona          |
| 2011-2012 | Slovenia             | Erazem Lorbek           | FC Barcelona Regal          |
| 2012-2013 | Spagna               | Felipe Reyes (2)        | Real Madrid                 |
| 2013-2014 | Spagna               | Juan Carlos Navarro (3) | FC Barcelona                |
| 2014-2015 | Spagna               | Sergio Llull            | Real Madrid                 |
| 2015-2016 | Spagna               | Sergio Llull (2)        | Real Madrid                 |
| 2016-2017 | Montenegro           | Bojan Dubljević         | Valencia                    |
| 2017-2018 | Spagna               | Rudy Fernández          | Real Madrid                 |
| 2018-2019 | Argentina            | Facundo Campazzo        | Real Madrid                 |
| 2019-2020 | Argentina            | Luca Vildoza            | Saski Baskonia              |
| 2020-2021 | Spagna               | Nikola Mirotić          | FC Barcelona                |
| 2021-2022 | Capo Verde           | Walter Tavares          | Real Madrid                 |
| 2022-2023 | Spagna               | Nikola Mirotić (2)      | FC Barcelona                |
| 2023-2024 | Bosnia ed Erzegovina | Dzanan Musa             | Real Madrid                 |
| 2024-2025 | Argentina            | Facundo Campazzo        | Real Madrid                 |